# Obergösgen
Obergösgen – miejscowość i gmina w Szwajcarii, w kantonie Solura, w jednostce administracyjnej (Amtei) Olten-Gösgen, w okręgu Gösgen. Leży nad rzeką Aare.

## Demografia
W Obergösgen mieszkają 2 394 osoby. W 2021 roku 27,2% populacji gminy stanowiły osoby urodzone poza Szwajcarią. 

## Transport
Przez teren gminy przebiega droga główna nr 265.